# Éliminatoires de la Coupe d'Afrique des nations de football des moins de 17 ans 2019
Navigation
2017 2023

Les éliminatoires de la Coupe d'Afrique des nations de football des moins de 17 ans 2019 ont pour but de désigner les sept nations qui accompagneront la Tanzanie lors du tournoi final. Six tournois géographiques sont organisés entre le 19 juillet et le 18 septembre 2018.
Les équipes qualifiées à l'issue de ces éliminatoires sont l'Angola, le Cameroun, la Guinée, le Maroc, le Nigeria et l'Ouganda et le Sénégal.

## Format
Les 49 équipes équipes participantes sont réparties en six zones géographiques. Il y a une équipe qualifiée par zone, à l'exception de la zone A de l'Afrique de l'Ouest à laquelle appartient le Mali, tenant du titre, et qui a deux équipes qualifiées. De plus, la Tanzanie est qualifiée automatiquement en tant que pays organisateur.
Dans chaque zone est organisé un tournoi constitué d'un tour de poules puis de matchs à élimination directe.

## Zone Nord
La qualification pour la zone Nord se joue lors du championnat d'Afrique du Nord des nations de football des moins de 17 ans de 2018, organisé du 20 au 28 août à Monastir et Sousse, en Tunisie. La compétition se déroule sous forme d'un mini-championnat à quatre équipes. Le tirage au sort est effectué le 14 mai 2018.
Le Maroc remporte le tournoi en gagnant tous ses matchs et se qualifie pour la CAN U17.
| Rang | Équipe  | Pts | J | G | N | P | Bp | Bc | Diff |
| ---- | ------- | --- | - | - | - | - | -- | -- | ---- |
| 1    | Maroc   | 9   | 3 | 3 | 0 | 0 | 7  | 2  | +5   |
| 2    | Algérie | 4   | 3 | 1 | 1 | 1 | 5  | 6  | -1   |
| 3    | Tunisie | 3   | 3 | 1 | 0 | 2 | 1  | 3  | -2   |
| 4    | Libye   | 1   | 3 | 0 | 1 | 2 | 1  | 3  | -2   |

| 20 août 2018 | Tunisie       | 1 - 0 | Libye | Stade Mustapha-Ben-Jannet, Monastir |                           |
|              | Ben Amira 85e | (0-0) |       | Arbitrage : Samir Guezzaz           | Arbitrage : Samir Guezzaz |
|              | Rapport       |       |       | Arbitrage : Samir Guezzaz           | Arbitrage : Samir Guezzaz |

| 20 août 2018 | Algérie                  | 2 - 5 | Maroc                                           | Stade olympique, Sousse     |                             |
|              | Bouzida 84e · Benali 86e | (0-3) | 7e 53e Bentayab · 27e 29e Ouchraf · 80e Ghilane | Arbitrage : Ayman Al-Sharif | Arbitrage : Ayman Al-Sharif |
|              | Rapport                  |       |                                                 | Arbitrage : Ayman Al-Sharif | Arbitrage : Ayman Al-Sharif |

| 24 août 2018  | Tunisie | 0 - 2 | Algérie          | Stade Mustapha-Ben-Jannet, Monastir |                               |
| 19h15 (UTC+1) |         | (0-0) | 58e 78e Rahmoune | Arbitrage : Ahmed El-Ghandour       | Arbitrage : Ahmed El-Ghandour |
| 19h15 (UTC+1) | Rapport |       |                  | Arbitrage : Ahmed El-Ghandour       | Arbitrage : Ahmed El-Ghandour |

| 24 août 2018  | Maroc        | 1 - 0 | Libye | Stade olympique, Sousse     |                             |
| 20h15 (UTC+1) | Bentayab 20e | (1-0) |       | Arbitrage : Nabil Boukhalfa | Arbitrage : Nabil Boukhalfa |
| 20h15 (UTC+1) | Rapport      |       |       | Arbitrage : Nabil Boukhalfa | Arbitrage : Nabil Boukhalfa |

| 28 août 2018 | Maroc      | 1 - 0 | Tunisie | Stade Mustapha-Ben-Jannet, Monastir |                               |
|              | Nakach 21e | (1-0) |         | Arbitrage : Amin Mohamed Omar       | Arbitrage : Amin Mohamed Omar |
|              | Rapport    |       |         | Arbitrage : Amin Mohamed Omar       | Arbitrage : Amin Mohamed Omar |

| 28 août 2018 | Algérie      | 1 - 1 | Libye          | Stade olympique, Sousse    |                            |
|              | Rahmoune 24e | (1-1) | 33e Al-Mesrati | Arbitrage : Haythem Guirat | Arbitrage : Haythem Guirat |
|              | Rapport      |       |                | Arbitrage : Haythem Guirat | Arbitrage : Haythem Guirat |

## Zone Ouest A
La qualification pour la zone Ouest - A se joue lors d'un tournoi organisé du 9 au 18 septembre 2018 à Pikine et Rufisque, au Sénégal. Le tirage au sort est effectué le 30 juillet 2018.

### Phase de poules
Le premier tour est organisé en trois poules de trois équipes. Le vainqueur de chaque groupe ainsi que le meilleur deuxième sont qualifiés pour les demi-finales. 

#### Groupe A
| Rang | Équipe        | Pts | J | G | N | P | Bp | Bc | Diff |
| ---- | ------------- | --- | - | - | - | - | -- | -- | ---- |
| 1    | Sénégal       | 6   | 2 | 2 | 0 | 0 | 5  | 0  | +5   |
| 2    | Guinée-Bissau | 3   | 2 | 1 | 0 | 1 | 2  | 2  | 0    |
| 3    | Sierra Leone  | 0   | 2 | 0 | 0 | 2 | 0  | 5  | -5   |

| 9 septembre 2018 | Sénégal | 1 - 0 | Guinée-Bissau |  |  |
|                  |         |       |               |  |  |

| 11 septembre 2018 | Guinée-Bissau | 2 - 1 | Sierra Leone |  |  |
|                   |               |       |              |  |  |

| 13 septembre 2018 | Sierra Leone | 0 - 4 | Sénégal |  |  |
|                   |              |       |         |  |  |

#### Groupe B
| Rang | Équipe  | Pts | J | G | N | P | Bp | Bc | Diff |
| ---- | ------- | --- | - | - | - | - | -- | -- | ---- |
| 1    | Mali    | 3   | 1 | 1 | 0 | 0 | 2  | 0  | +2   |
| 2    | Gambie  | 0   | 1 | 0 | 0 | 1 | 0  | 2  | -2   |
| -    | Liberia | 0   | 0 | 0 | 0 | 0 | 0  | 0  | 0    |

| 9 septembre 2018 | Mali | 2 - 0 | Gambie |  |  |
|                  |      |       |        |  |  |

| 11 septembre 2018 | Gambie | Annulé | Liberia |  |  |
|                   |        |        |         |  |  |

| 13 septembre 2018 | Liberia | Annulé | Mali |  |  |
|                   |         |        |      |  |  |

#### Groupe C
| Rang | Équipe     | Pts | J | G | N | P | Bp | Bc | Diff |
| ---- | ---------- | --- | - | - | - | - | -- | -- | ---- |
| 1    | Guinée     | 4   | 1 | 1 | 1 | 0 | 4  | 2  | +2   |
| 2    | Cap-Vert   | 4   | 1 | 1 | 1 | 0 | 3  | 2  | +1   |
| 3    | Mauritanie | 0   | 0 | 0 | 2 | 0 | 2  | 5  | -3   |

| 9 septembre 2018 | Guinée | 3 - 1 | Mauritanie |  |  |
|                  |        |       |            |  |  |

| 11 septembre 2018 | Mauritanie | 1 - 2 | Cap-Vert |  |  |
|                   |            |       |          |  |  |

| 13 septembre 2018 | Cap-Vert | 1 - 1 | Guinée |  |  |
|                   |          |       |        |  |  |

### Phase finale
|  | Demi-finales | Demi-finales | Demi-finales | Demi-finales |         |         | Finale | Finale | Finale | Finale |
|  |              |              |              |              |         |         |        |        |        |        |
|  |              |              |              |              |         |         |        |        |        |        |
|  | Sénégal      | Sénégal      | 6            | 6            |         |         |        |        |        |        |
|  | Sénégal      | Sénégal      | 6            | 6            |         |         |        |        |        |        |
|  | Cap-Vert     | Cap-Vert     | 0            | 0            |         |         |        |        |        |        |
|  | Cap-Vert     | Cap-Vert     | 0            | 0            | Sénégal | Sénégal | 4      | 4      |        |        |
|  |              |              |              |              | Sénégal | Sénégal | 4      | 4      |        |        |
|  |              |              | Guinée       | Guinée       | 0       | 0       |        |        |        |        |
|  | Mali         | Mali         | Guinée       | Guinée       | 0       | 0       | 2 (4)  | 2 (4)  |        |        |
|  | Mali         | Mali         |              |              |         |         |        | 2 (4)  |        |        |
|  | Guinée       | Guinée       | 2 (5)        | 2 (5)        |         |         |        |        |        |        |
|  | Guinée       | Guinée       | 2 (5)        | 2 (5)        |         |         |        |        |        |        |

## Zone Ouest B
La qualification pour la zone Ouest - B se joue lors d'un tournoi organisé du 2 au 15 septembre 2018 à Niamey, au Niger. Le tirage au sort est effectué le 24 juillet 2018.

### Phase de poules
Le premier tour est organisé en deux poules de 3 et 4 équipes. Les deux premiers de chaque groupe sont qualifiés pour les demi-finales. 

#### Groupe A
Le Ghana et le Niger terminent aux deux premières places du groupe A et se qualifient pour les demi-finales. Le Togo, troisième, est éliminé.
| Rang | Équipe | Pts | J | G | N | P | Bp | Bc | Diff |
| ---- | ------ | --- | - | - | - | - | -- | -- | ---- |
| 1    | Ghana  | 4   | 2 | 1 | 1 | 0 | 2  | 1  | +1   |
| 2    | Niger  | 2   | 2 | 0 | 2 | 0 | 0  | 0  | 0    |
| 3    | Togo   | 1   | 2 | 0 | 1 | 1 | 1  | 2  | -1   |

| 2 septembre 2018 | Niger   | 0 - 0 | Togo | Stade municipal, Niamey       |                               |
| 16h00 (UTC+1)    |         | (0-0) |      | Arbitrage : Abdullahi Shuaibu | Arbitrage : Abdullahi Shuaibu |
| 16h00 (UTC+1)    | Rapport |       |      | Arbitrage : Abdullahi Shuaibu | Arbitrage : Abdullahi Shuaibu |

| 5 septembre 2018 | Niger   | 0 - 0 | Ghana | Stade municipal, Niamey   |                           |
| 16h00 (UTC+1)    |         | (0-0) |       | Arbitrage : Hassan Corneh | Arbitrage : Hassan Corneh |
| 16h00 (UTC+1)    | Rapport |       |       | Arbitrage : Hassan Corneh | Arbitrage : Hassan Corneh |

| 8 septembre 2018 | Togo    | 1 - 2 | Ghana | Stade municipal, Niamey    |                            |
| 16h00 (UTC+1)    |         |       |       | Arbitrage : Bienvenu Sinko | Arbitrage : Bienvenu Sinko |
| 16h00 (UTC+1)    | Rapport |       |       | Arbitrage : Bienvenu Sinko | Arbitrage : Bienvenu Sinko |

#### Groupe B
Le Bénin est disqualifié avant le 1er match, 10 de ses 18 joueurs ayant été recalés au contrôle d'âge par IRM.
| Rang | Équipe        | Pts | J | G | N | P | Bp | Bc | Diff |
| ---- | ------------- | --- | - | - | - | - | -- | -- | ---- |
| 1    | Burkina Faso  | 3   | 1 | 1 | 0 | 0 | 3  | 2  | +1   |
| 2    | Nigeria       | 3   | 2 | 1 | 0 | 1 | 7  | 4  | +3   |
| 3    | Côte d'Ivoire | 0   | 1 | 0 | 0 | 1 | 1  | 5  | -4   |
| 4    | Bénin         | 0   | 0 | 0 | 0 | 0 | 0  | 0  | 0    |

| 3 septembre 2018 | Nigeria | 2 - 3 | Burkina Faso | Stade municipal, Niamey        |                                |
| 16h00 (UTC+1)    |         | (2-2) |              | Arbitrage : Mohamed Ali Moussa | Arbitrage : Mohamed Ali Moussa |
| 16h00 (UTC+1)    | Rapport |       |              | Arbitrage : Mohamed Ali Moussa | Arbitrage : Mohamed Ali Moussa |

| 3 septembre 2018 | Côte d'Ivoire | Annulé | Bénin | Stade municipal, Niamey |
| 19h00 (UTC+1)    |               |        |       |                         |

| 6 septembre 2018 | Nigeria | 5 - 1 | Côte d'Ivoire | Stade municipal, Niamey  |                          |
| 16h00 (UTC+1)    |         |       |               | Arbitrage : Beida Dahane | Arbitrage : Beida Dahane |
| 16h00 (UTC+1)    | Rapport |       |               | Arbitrage : Beida Dahane | Arbitrage : Beida Dahane |

| 6 septembre 2018 | Burkina Faso | Annulé | Bénin | Stade municipal, Niamey |
| 19h00 (UTC+1)    |              |        |       |                         |

| 9 septembre 2018 | Nigeria | Annulé | Bénin | Stade Général-Seyni-Kountché, Niamey |
| 16h00 (UTC+1)    |         |        |       |                                      |

| 9 septembre 2018 | Burkina Faso | - | Côte d'Ivoire | Stade municipal, Niamey |
| 16h00 (UTC+1)    |              |   |               |                         |

## Zone Centre
La qualification pour la zone Centre se joue lors d'un tournoi organisé du 3 au 12 août 2018 à Bata et Malabo en Guinée équatoriale. Le tirage au sort est effectué le 30 juillet 2018.

### Phase de poules
Le premier tour est organisé en deux poules de 3 équipes. Le Congo, la Guinée équatoriale, le Cameroun et la Centrafrique se qualifient pour les demi-finales. 

#### Groupe A
Le Congo termine en tête du groupe A devant la Guinée équatoriale. Ces deux pays se qualifient pour les demi-finales. 
Sao Tomé-et-Principe est disqualifié dès l'ouverture de la compétition, tous ses joueurs étant nés en 2001 alors que le règlement stipule qu'ils doivent être nés après le 1er janvier 2002.
| Rang | Équipe               | Pts | J | G | N | P | Bp | Bc | Diff |
| ---- | -------------------- | --- | - | - | - | - | -- | -- | ---- |
| 1    | Congo                | 4   | 2 | 1 | 1 | 0 | 2  | 0  | +2   |
| 2    | Guinée équatoriale   | 3   | 2 | 1 | 0 | 1 | 2  | 3  | -1   |
| 3    | RD Congo             | 1   | 2 | 0 | 1 | 1 | 1  | 2  | -1   |
| 4    | Sao Tomé-et-Principe | 0   | 0 | 0 | 0 | 0 | 0  | 0  | 0    |

| 3 août 2018   | Guinée équatoriale             | 2 - 1 | RD Congo     | Stade Nkoantoma, Bata       |                             |
| 17h00 (UTC+1) | Ayingono 45e (pen.) · Bita 66e | (0-1) | 30e Kimvuidi | Arbitrage : Andre Kolissala | Arbitrage : Andre Kolissala |
| 17h00 (UTC+1) | Rapport                        |       |              | Arbitrage : Andre Kolissala | Arbitrage : Andre Kolissala |

| 4 août 2018   | Sao Tomé-et-Principe | Annulé | Congo | Stade Nkoantoma, Bata |
| 16h00 (UTC+1) |                      |        |       |                       |

| 5 août 2018   | RD Congo | Annulé | Sao Tomé-et-Principe | Stade Nkoantoma, Bata |
| 16h00 (UTC+1) |          |        |                      |                       |

| 5 août 2018   | Guinée équatoriale | 0 - 2 | Congo                | Stade Nkoantoma, Bata         |                               |
| 16h00 (UTC+1) |                    | (0-1) | 7e (pen.) 90e Kokolo | Arbitrage : Blaise Yuven Ngwa | Arbitrage : Blaise Yuven Ngwa |
| 16h00 (UTC+1) | Rapport            |       |                      | Arbitrage : Blaise Yuven Ngwa | Arbitrage : Blaise Yuven Ngwa |

| 7 août 2018   | Guinée équatoriale | Annulé | Sao Tomé-et-Principe | Stade Nkoantoma, Bata |
| 16h00 (UTC+1) |                    |        |                      |                       |

| 7 août 2018   | Congo | 0 - 0 | RD Congo | Estadio La Libertad, Bata       |                                 |
| 16h00 (UTC+1) |       | (0-0) |          | Arbitrage : Ahmat Amara Hassane | Arbitrage : Ahmat Amara Hassane |

#### Groupe B
Le Cameroun termine en tête du groupe B devant la Centrafrique. Ces deux pays se qualifient pour les demi-finales. Avec deux défaites en deux matchs, le Tchad est éliminé.
| Rang | Équipe                    | Pts | J | G | N | P | Bp | Bc | Diff |
| ---- | ------------------------- | --- | - | - | - | - | -- | -- | ---- |
| 1    | Cameroun                  | 6   | 2 | 2 | 0 | 0 | 12 | 4  | +8   |
| 2    | République centrafricaine | 3   | 2 | 1 | 0 | 1 | 4  | 9  | -5   |
| 3    | Tchad                     | 0   | 2 | 0 | 0 | 2 | 5  | 8  | -3   |

| 4 août 2018   | Cameroun                                                            | 7 - 1 | République centrafricaine | Nouveau stade, Malabo          |                                |
| 16h00 (UTC+1) | Seidou 3e · Moubarak 22e 48e · Mvoué 35e (pen.) 64e 77e · Wamba 42e | (3-0) | 25e Yawenendji            | Arbitrage : Diosdado Nzibi Nze | Arbitrage : Diosdado Nzibi Nze |
| 16h00 (UTC+1) | Rapport                                                             |       |                           | Arbitrage : Diosdado Nzibi Nze | Arbitrage : Diosdado Nzibi Nze |

| 6 août 2018   | République centrafricaine        | 3 - 2 | Tchad                          | Nouveau stade, Malabo              |                                    |
| 16h00 (UTC+1) | Yawenendji 22e 38e · Tomokoa 81e | (2-1) | 31e Hassan · 72e (pen.) Djoeta | Arbitrage : Yannick Kabanga Malala | Arbitrage : Yannick Kabanga Malala |
| 16h00 (UTC+1) | Rapport                          |       |                                | Arbitrage : Yannick Kabanga Malala | Arbitrage : Yannick Kabanga Malala |

| 8 août 2018   | Cameroun                           | 5 - 3 | Tchad                                             | Nouveau stade, Malabo           |                                 |
| 16h00 (UTC+1) | Seidou 1re 9e · Djembe 40e 62e 85e | (3-1) | 32e Souleymane · 52e Abbakali · 56e (pen.) Djoeta | Arbitrage : Angel Antonio Angue | Arbitrage : Angel Antonio Angue |
| 16h00 (UTC+1) | Rapport                            |       |                                                   | Arbitrage : Angel Antonio Angue | Arbitrage : Angel Antonio Angue |

### Phase finale
Le Cameroun remporte la finale face au Congo et se qualifie pour la CAN U17.
|  | Demi-finales              | Demi-finales              | Demi-finales | Demi-finales |                               |       | Finales | Finales | Finales | Finales |
|  |                           |                           |              |              |                               |       |         |         |         |         |
|  |                           |                           |              |              |                               |       |         |         |         |         |
|  | Congo                     | Congo                     | 4            | 4            |                               |       |         |         |         |         |
|  | Congo                     | Congo                     | 4            | 4            |                               |       |         |         |         |         |
|  | République centrafricaine | République centrafricaine | 0            | 0            |                               |       |         |         |         |         |
|  | République centrafricaine | République centrafricaine | 0            | 0            | Congo                         | Congo | 1       | 1       |         |         |
|  |                           |                           |              |              | Congo                         | Congo | 1       | 1       |         |         |
|  |                           |                           | Cameroun     | Cameroun     | 3                             | 3     |         |         |         |         |
|  | Cameroun                  | Cameroun                  | Cameroun     | Cameroun     | 3                             | 3     | 2       | 2       |         |         |
|  | Cameroun                  | Cameroun                  |              |              |                               |       |         | 2       |         |         |
|  | Guinée équatoriale        | Guinée équatoriale        | 0            | 0            |                               |       |         |         |         |         |
|  | Guinée équatoriale        | Guinée équatoriale        | 0            | 0            | Match pour la troisième place |       |         |         |         |         |
|  |                           |                           |              |              |                               |       |         |         |         |         |
|  |                           |                           |              |              |                               |       |         |         |         |         |
|  | République centrafricaine | République centrafricaine | 1            | 1            |                               |       |         |         |         |         |
|  | République centrafricaine | République centrafricaine | 1            | 1            |                               |       |         |         |         |         |
|  | Guinée équatoriale        | Guinée équatoriale        | 2            | 2            |                               |       |         |         |         |         |
|  | Guinée équatoriale        | Guinée équatoriale        | 2            | 2            |                               |       |         |         |         |         |

| Demi-finale 1              | Congo                                       | 4 - 0 | République centrafricaine | Stade Nkoantoma, Bata    |                          |
| 10 août 2018 16h00 (UTC+1) | Matongo 34e 65e · Andzuono 62e · Ayemba 75e | (1-0) |                           | Arbitrage : Pierre Atcho | Arbitrage : Pierre Atcho |
| 10 août 2018 16h00 (UTC+1) | Rapport                                     |       |                           | Arbitrage : Pierre Atcho | Arbitrage : Pierre Atcho |

| Demi-finale 2              | Cameroun             | 2 - 0 | Guinée équatoriale | Nouveau stade, Malabo              |                                    |
| 10 août 2018 16h00 (UTC+1) | Mvoué 7e · Wamba 15e | (2-0) |                    | Arbitrage : Yannick Kabanga Malala | Arbitrage : Yannick Kabanga Malala |
| 10 août 2018 16h00 (UTC+1) | Rapport              |       |                    | Arbitrage : Yannick Kabanga Malala | Arbitrage : Yannick Kabanga Malala |

| Match pour la 3e place     | République centrafricaine | 1 - 2 | Guinée équatoriale  | Nouveau stade, Malabo                |                                      |
| 12 août 2018 14h00 (UTC+1) | Yawenendji 66e            | (0-1) | 25e Bita · 86e Mesi | Arbitrage : Auladyo Dos Santos Pariz | Arbitrage : Auladyo Dos Santos Pariz |
| 12 août 2018 14h00 (UTC+1) | Rapport                   |       |                     | Arbitrage : Auladyo Dos Santos Pariz | Arbitrage : Auladyo Dos Santos Pariz |

| Finale                     | Congo      | 1 - 3 | Cameroun                              | Nouveau stade, Malabo       |                             |
| 12 août 2018 17h00 (UTC+1) | Kokolo 77e | (0-2) | 35e Ndong · 41e Moubarak · 79e Seidou | Arbitrage : Andre Kolissala | Arbitrage : Andre Kolissala |
| 12 août 2018 17h00 (UTC+1) | Rapport    |       |                                       | Arbitrage : Andre Kolissala | Arbitrage : Andre Kolissala |

## Zone Centre-Est
La qualification pour la zone Est se joue lors d'un tournoi organisé du 11 au 26 août 2018 à Dar es Salaam en Tanzanie. Le tirage au sort est effectué le 5 juillet 2018.
Bien qu'automatiquement qualifiée pour la CAN U17 en tant que pays organisateur, la Tanzanie participe au tournoi.

### Phase de poules
Le premier tour est organisé en deux poules de 5 équipes. Les deux premiers de chaque groupe se qualifient pour les demi-finales. La Somalie déclare forfait à la dernière minute.

#### Groupe A
Le Rwanda et la Tanzanie terminent aux deux premières places du groupe A et se qualifient pour les demi-finales.
| Rang | Équipe   | Pts | J | G | N | P | Bp | Bc | Diff |
| ---- | -------- | --- | - | - | - | - | -- | -- | ---- |
| 1    | Tanzanie | 9   | 3 | 3 | 0 | 0 | 11 | 1  | +10  |
| 2    | Rwanda   | 6   | 3 | 2 | 0 | 1 | 7  | 8  | -1   |
| 3    | Burundi  | 3   | 3 | 1 | 0 | 2 | 8  | 8  | 0    |
| 4    | Soudan   | 0   | 3 | 0 | 0 | 3 | 3  | 12 | -9   |
| 5    | Somalie  | 0   | 0 | 0 | 0 | 0 | 0  | 0  | 0    |

| 11 août 2018  | Rwanda                                             | 3 - 1 | Soudan   | Benjamin Mkapa National Stadium, Dar es Salaam |                                |
| 14h00 (UTC+3) | Nyarugabo 30e · Isingizwe 33e (pen.) · Ishimwe 89e | (2-0) | 71e Badr | Arbitrage : Andrew Juma Otieno                 | Arbitrage : Andrew Juma Otieno |
| 14h00 (UTC+3) | Rapport                                            |       |          | Arbitrage : Andrew Juma Otieno                 | Arbitrage : Andrew Juma Otieno |

| 11 août 2018  | Tanzanie             | 2 - 1 | Burundi    | Benjamin Mkapa National Stadium, Dar es Salaam |                                    |
| 17h00 (UTC+3) | John 10e · Ngoda 28e | (2-1) | 20e Arthur | Arbitrage : Belay Tadesse Asserese             | Arbitrage : Belay Tadesse Asserese |
| 17h00 (UTC+3) | Rapport              |       |            | Arbitrage : Belay Tadesse Asserese             | Arbitrage : Belay Tadesse Asserese |

| 13 août 2018  | Soudan | Annulé | Somalie | Benjamin Mkapa National Stadium, Dar es Salaam |
| 14h00 (UTC+3) |        |        |         |                                                |

| 13 août 2018  | Burundi                                   | 3 - 4 | Rwanda                                              | Benjamin Mkapa National Stadium, Dar es Salaam |                             |
| 16h00 (UTC+3) | Irankunda 26e · Munaba 57e · Iratanga 70e | (1-3) | 22e 62e Nyarugabo · 42e Isingizwe · 43e Nsanzimfura | Arbitrage : Saddam Houssein                    | Arbitrage : Saddam Houssein |
| 16h00 (UTC+3) | Rapport                                   |       |                                                     | Arbitrage : Saddam Houssein                    | Arbitrage : Saddam Houssein |

| 16 août 2018  | Somalie | Annulé | Rwanda | Benjamin Mkapa National Stadium, Dar es Salaam |
| 14h00 (UTC+3) |         |        |        |                                                |

| 16 août 2018  | Soudan  | 0 - 5 | Tanzanie                                        | Benjamin Mkapa National Stadium, Dar es Salaam |                           |
| 16h00 (UTC+3) |         | (0-2) | 10e (csc) Yousif · 45e 60e John · 72e 79e Ngoda | Arbitrage : William Oloya                      | Arbitrage : William Oloya |
| 16h00 (UTC+3) | Rapport |       |                                                 | Arbitrage : William Oloya                      | Arbitrage : William Oloya |

| 18 août 2018  | Burundi                                            | 4 - 2 | Soudan                | Benjamin Mkapa National Stadium, Dar es Salaam |                                |
| 16h00 (UTC+3) | Irankunda 40e · Arthur 48e 93e · Niyera 78e (pen.) | (1-0) | 82e Ali · 85e El Toum | Arbitrage : Andrew Juma Otieno                 | Arbitrage : Andrew Juma Otieno |
| 16h00 (UTC+3) | Rapport                                            |       |                       | Arbitrage : Andrew Juma Otieno                 | Arbitrage : Andrew Juma Otieno |

| 18 août 2018  | Tanzanie | Annulé | Somalie | Benjamin Mkapa National Stadium, Dar es Salaam |
| 17h00 (UTC+3) |          |        |         |                                                |

| 21 août 2018  | Somalie | Annulé | Burundi | Benjamin Mkapa National Stadium, Dar es Salaam |
| 14h00 (UTC+3) |         |        |         |                                                |

| 21 août 2018  | Rwanda  | 0 - 4 | Tanzanie                     | Benjamin Mkapa National Stadium, Dar es Salaam |                             |
| 17h00 (UTC+3) |         | (0-1) | 22e 82e 93e John · 77e Ngoda | Arbitrage : Saddam Houssein                    | Arbitrage : Saddam Houssein |
| 17h00 (UTC+3) | Rapport |       |                              | Arbitrage : Saddam Houssein                    | Arbitrage : Saddam Houssein |

#### Groupe B
L'Éthiopie et l'Ouganda terminent aux deux premières places du groupe A et se qualifient pour les demi-finales.
| Rang | Équipe        | Pts | J | G | N | P | Bp | Bc | Diff |
| ---- | ------------- | --- | - | - | - | - | -- | -- | ---- |
| 1    | Éthiopie      | 12  | 4 | 4 | 0 | 0 | 14 | 3  | +11  |
| 2    | Ouganda       | 9   | 4 | 3 | 0 | 1 | 17 | 3  | +14  |
| 3    | Kenya         | 6   | 4 | 2 | 0 | 2 | 16 | 7  | +9   |
| 4    | Soudan du Sud | 3   | 4 | 1 | 0 | 3 | 4  | 16 | -12  |
| 5    | Djibouti      | 0   | 4 | 0 | 0 | 4 | 1  | 23 | -22  |

| 12 août 2018  | Soudan du Sud           | 2 - 1 | Djibouti     | Chamazi Stadium, Dar es Salaam  |                                 |
| 14h00 (UTC+3) | Joseph 5e · Charles 26e | (2-0) | 64e R. Ahmed | Arbitrage : Emmanuel Mwandembwa | Arbitrage : Emmanuel Mwandembwa |
| 14h00 (UTC+3) | Rapport                 |       |              | Arbitrage : Emmanuel Mwandembwa | Arbitrage : Emmanuel Mwandembwa |

| 12 août 2018  | Ouganda | 0 - 1 | Éthiopie    | Chamazi Stadium, Dar es Salaam   |                                  |
| 17h00 (UTC+3) |         | (0-1) | 14e Wajkira | Arbitrage : Abdoul Twagiramukiza | Arbitrage : Abdoul Twagiramukiza |
| 17h00 (UTC+3) | Rapport |       |             | Arbitrage : Abdoul Twagiramukiza | Arbitrage : Abdoul Twagiramukiza |

| 14 août 2018  | Kenya                                                      | 4 - 0 | Soudan du Sud | Chamazi Stadium, Dar es Salaam |                              |
| 14h00 (UTC+3) | Imbali 12e · Mwendwa 61e · Irungu 76e · Ochieng 90e (pen.) | (1-0) |               | Arbitrage : Georges Gatogato   | Arbitrage : Georges Gatogato |
| 14h00 (UTC+3) | Rapport                                                    |       |               | Arbitrage : Georges Gatogato   | Arbitrage : Georges Gatogato |

| 14 août 2018  | Djibouti | 0 - 4 | Éthiopie                                              | Chamazi Stadium, Dar es Salaam        |                                       |
| 17h00 (UTC+3) |          | (0-2) | 7e Bayse · 44e Mune · 52e Beyene · 75e (pen.) Wajkira | Arbitrage : Elsiddig Mohamed Eltreefe | Arbitrage : Elsiddig Mohamed Eltreefe |
| 17h00 (UTC+3) | Rapport  |       |                                                       | Arbitrage : Elsiddig Mohamed Eltreefe | Arbitrage : Elsiddig Mohamed Eltreefe |

| 17 août 2018  | Soudan du Sud     | 1 - 6 | Ouganda                                   | Chamazi Stadium, Dar es Salaam |                              |
| 14h00 (UTC+3) | Manase 90e (pen.) | (0-5) | 3e 17e 44e 69e Ssekajja · 23e 43e Kakaire | Arbitrage : Georges Gatogato   | Arbitrage : Georges Gatogato |
| 14h00 (UTC+3) | Rapport           |       |                                           | Arbitrage : Georges Gatogato   | Arbitrage : Georges Gatogato |

| 17 août 2018  | Djibouti | 0 - 9 | Kenya                                                                       | Chamazi Stadium, Dar es Salaam   |                                  |
| 17h00 (UTC+3) |          | (0-3) | 6e 89e Imbali · 37e Musa · 39e 51e 77e Bolo · 60e Ochieng · 61e 71e Mwendwa | Arbitrage : Abdoul Twagiramukiza | Arbitrage : Abdoul Twagiramukiza |
| 17h00 (UTC+3) | Rapport  |       |                                                                             | Arbitrage : Abdoul Twagiramukiza | Arbitrage : Abdoul Twagiramukiza |

| 19 août 2018  | Éthiopie                                            | 5 - 1 | Soudan du Sud | Chamazi Stadium, Dar es Salaam  |                                 |
| 14h00 (UTC+3) | Wondimagegn 6e 45e · Mengesha 18e · Wajkira 43e 57e | (4-0) | 78e Charles   | Arbitrage : Emmanuel Mwandembwa | Arbitrage : Emmanuel Mwandembwa |
| 14h00 (UTC+3) | Rapport                                             |       |               | Arbitrage : Emmanuel Mwandembwa | Arbitrage : Emmanuel Mwandembwa |

| 19 août 2018  | Kenya        | 1 - 3 | Ouganda                                  | Chamazi Stadium, Dar es Salaam |                               |
| 17h00 (UTC+3) | Nyakundi 74e | (0-1) | 45+1e Yiga · 79e (pen.) Juma · 83e Asaba | Arbitrage : Elsiddig Eltreefe  | Arbitrage : Elsiddig Eltreefe |
| 17h00 (UTC+3) | Rapport      |       |                                          | Arbitrage : Elsiddig Eltreefe  | Arbitrage : Elsiddig Eltreefe |

| 22 août 2018  | Ouganda                                                                        | 8 - 0 | Djibouti | Chamazi Stadium, Dar es Salaam |                              |
| 14h00 (UTC+3) | Wahid 9e · Kakaire 17e · Yiga 22e 47e 64e · Juma 35e 74e (pen.) · Ssekajja 48e | (4-0) |          | Arbitrage : Georges Gatogato   | Arbitrage : Georges Gatogato |
| 14h00 (UTC+3) | Rapport                                                                        |       |          | Arbitrage : Georges Gatogato   | Arbitrage : Georges Gatogato |

| 22 août 2018  | Éthiopie                        | 4 - 2 | Kenya                  | Chamazi Stadium, Dar es Salaam   |                                  |
| 17h00 (UTC+3) | Bayse 34e 37e 83e · Wajkira 93e | (2-2) | 21e Omija · 38e Imbali | Arbitrage : Abdoul Twagiramukiza | Arbitrage : Abdoul Twagiramukiza |
| 17h00 (UTC+3) | Rapport                         |       |                        | Arbitrage : Abdoul Twagiramukiza | Arbitrage : Abdoul Twagiramukiza |

### Phase finale
L'Ouganda remporte la finale face à l'Éthiopie et se qualifie pour la CAN U17.
|  | Demi-finales | Demi-finales | Demi-finales | Demi-finales |                               |         | Finales | Finales | Finales | Finales |
|  |              |              |              |              |                               |         |         |         |         |         |
|  |              |              |              |              |                               |         |         |         |         |         |
|  | Tanzanie     | Tanzanie     | 1            | 1            |                               |         |         |         |         |         |
|  | Tanzanie     | Tanzanie     | 1            | 1            |                               |         |         |         |         |         |
|  | Ouganda      | Ouganda      | 3            | 3            |                               |         |         |         |         |         |
|  | Ouganda      | Ouganda      | 3            | 3            | Ouganda                       | Ouganda | 3       | 3       |         |         |
|  |              |              |              |              | Ouganda                       | Ouganda | 3       | 3       |         |         |
|  |              |              | Éthiopie     | Éthiopie     | 1                             | 1       |         |         |         |         |
|  | Éthiopie     | Éthiopie     | Éthiopie     | Éthiopie     | 1                             | 1       | 2 (4)   | 2 (4)   |         |         |
|  | Éthiopie     | Éthiopie     |              |              |                               |         |         | 2 (4)   |         |         |
|  | Rwanda       | Rwanda       | 2 (2)        | 2 (2)        |                               |         |         |         |         |         |
|  | Rwanda       | Rwanda       | 2 (2)        | 2 (2)        | Match pour la troisième place |         |         |         |         |         |
|  |              |              |              |              |                               |         |         |         |         |         |
|  |              |              |              |              |                               |         |         |         |         |         |
|  | Tanzanie     | Tanzanie     | 2 (4)        | 2 (4)        |                               |         |         |         |         |         |
|  | Tanzanie     | Tanzanie     | 2 (4)        | 2 (4)        |                               |         |         |         |         |         |
|  | Rwanda       | Rwanda       | 2 (3)        | 2 (3)        |                               |         |         |         |         |         |
|  | Rwanda       | Rwanda       | 2 (3)        | 2 (3)        |                               |         |         |         |         |         |

| Demi-finale 1              | Tanzanie        | 1 - 3 | Ouganda                                 | Benjamin Mkapa National Stadium, Dar es Salaam |                                |
| 24 août 2018 17h00 (UTC+3) | Mshirakandi 11e | (1-1) | 4e Iddi · 76e Ekellot · 91e (csc) Njeru | Arbitrage : Andrew Juma Otieno                 | Arbitrage : Andrew Juma Otieno |
| 24 août 2018 17h00 (UTC+3) | Rapport         |       |                                         | Arbitrage : Andrew Juma Otieno                 | Arbitrage : Andrew Juma Otieno |

| Demi-finale 2              | Éthiopie        | 2 - 2 | Rwanda                               | Benjamin Mkapa National Stadium, Dar es Salaam |                               |
| 24 août 2018 14h00 (UTC+3) | Wajkira 11e 51e | (1-2) | 32e Nyarugabo · 44e (pen.) Isingizwe | Arbitrage : Elsiddig Eltreefe                  | Arbitrage : Elsiddig Eltreefe |
| 24 août 2018 14h00 (UTC+3) | Rapport         |       |                                      | Arbitrage : Elsiddig Eltreefe                  | Arbitrage : Elsiddig Eltreefe |
| 24 août 2018 14h00 (UTC+3) | Tirs au but 4-2 |       |                                      | Arbitrage : Elsiddig Eltreefe                  | Arbitrage : Elsiddig Eltreefe |

| Match pour la 3e place | Tanzanie                                   | 2 - 2 | Rwanda                               | Benjamin Mkapa National Stadium, Dar es Salaam |                           |
| 26 août 2018           | Niyomugisha 39e (csc) · Abraham 80e (pen.) | (1-0) | 77e (pen.) Nsanzimfura · 83e Ishimwe | Arbitrage : William Oloya                      | Arbitrage : William Oloya |
| 26 août 2018           | Rapport                                    |       |                                      | Arbitrage : William Oloya                      | Arbitrage : William Oloya |
| 26 août 2018           | Tirs au but 4-3                            |       |                                      | Arbitrage : William Oloya                      | Arbitrage : William Oloya |

| Finale       | Ouganda                   | 3 - 1 | Éthiopie             | Benjamin Mkapa National Stadium, Dar es Salaam |                              |
| 26 août 2018 | 15e Kassozi · 61e 85eIddi | (1-0) | 90+2e (pen.) Wajkira | Arbitrage : Georges Gatogato                   | Arbitrage : Georges Gatogato |
| 26 août 2018 | Rapport                   |       |                      | Arbitrage : Georges Gatogato                   | Arbitrage : Georges Gatogato |

## Zone Sud
La qualification pour la zone Sud se joue lors de la coupe COSAFA des moins de 17 ans de 2018, organisé du 19 au 29 juillet à Port-Louis et Belle Vue Maurel, à Maurice. Le tirage au sort est effectué le 31 mai 2018.

### Phase de poules
Le premier tour est organisé en trois poules de 4 équipes. La Namibie, l'Afrique du Sud et l'Angola remportent leurs groupes respectifs et se qualifient pour les demi-finales. Ils sont rejoints par Maurice qui termine meilleur deuxième.

#### Groupe A
Avec deux victoires chacune, les équipes du Botswana, de Maurice et de Namibie terminent à égalité de points. Elles sont départagées aux confrontations directes. La Namibie termine ainsi en tête du groupe (3 points, +1 but) devant Maurice (3 points, 0 but) et le Botswana (3 points, -1 but). La Namibie se qualifie pour les demi-finales en tant que vainqueur du groupe. Maurice se qualifie également en tant que meilleur deuxième. 
| Rang | Équipe     | Pts | J | G | N | P | Bp | Bc | Diff |
| ---- | ---------- | --- | - | - | - | - | -- | -- | ---- |
| 1    | Namibie    | 6   | 3 | 2 | 0 | 1 | 10 | 4  | +6   |
| 2    | Maurice    | 6   | 3 | 2 | 0 | 1 | 7  | 2  | +5   |
| 3    | Botswana   | 6   | 3 | 2 | 0 | 1 | 3  | 3  | 0    |
| 4    | Seychelles | 0   | 3 | 0 | 0 | 3 | 5  | 16 | -11  |

| 19 juillet 2018 | Namibie                                                           | 8 - 3 | Seychelles                             | Stade Saint François Xavier, Port-Louis |                                     |
| 10h00 (UTC+4)   | George 3e 16e 55e · Kamatuka 18e · Tjiueza 38e 68e 72e 84e (pen.) | (4-3) | 7e Aboudou · 14e Suzette · 19e Pauline | Arbitrage : Kasokota Kafuli Derrick     | Arbitrage : Kasokota Kafuli Derrick |
| 10h00 (UTC+4)   | Rapport                                                           |       |                                        | Arbitrage : Kasokota Kafuli Derrick     | Arbitrage : Kasokota Kafuli Derrick |

| 19 juillet 2018 | Maurice | 0 - 1 | Botswana             | Stade Saint François Xavier, Port-Louis |                                      |
| 15h30 (UTC+4)   |         | (0-0) | 83e (pen.) Maphorisa | Arbitrage : Antonio Caluassi Dungula    | Arbitrage : Antonio Caluassi Dungula |
| 15h30 (UTC+4)   | Rapport |       |                      | Arbitrage : Antonio Caluassi Dungula    | Arbitrage : Antonio Caluassi Dungula |

| 21 juillet 2018 | Botswana                            | 2 - 1 | Seychelles  | Stade Saint François Xavier, Port-Louis |                                        |
| 12h00 (UTC+4)   | Maphorisa 13e (pen.) · Kopelang 38e | (2-0) | 65e Pauline | Arbitrage : Retselisitsoe David Molise  | Arbitrage : Retselisitsoe David Molise |
| 12h00 (UTC+4)   | Rapport                             |       |             | Arbitrage : Retselisitsoe David Molise  | Arbitrage : Retselisitsoe David Molise |

| 21 juillet 2018 | Maurice   | 1 - 0 | Namibie | Stade Saint François Xavier, Port-Louis    |                                            |
| 15h00 (UTC+4)   | Kawoa 69e | (0-0) |         | Arbitrage : Ben Amisy Tsimanohitsy Ibrahim | Arbitrage : Ben Amisy Tsimanohitsy Ibrahim |
| 15h00 (UTC+4)   | Rapport   |       |         | Arbitrage : Ben Amisy Tsimanohitsy Ibrahim | Arbitrage : Ben Amisy Tsimanohitsy Ibrahim |

| 24 juillet 2018 | Namibie                  | 2 - 0 | Botswana | Stade Anjalay, Belle Vue Maurel      |                                      |
| 12h00 (UTC+4)   | Tjiueza 39e · Tsuseb 59e | (1-0) |          | Arbitrage : Antonio Caluassi Dungula | Arbitrage : Antonio Caluassi Dungula |
| 12h00 (UTC+4)   | Rapport                  |       |          | Arbitrage : Antonio Caluassi Dungula | Arbitrage : Antonio Caluassi Dungula |

| 24 juillet 2018 | Seychelles  | 1 - 6 | Maurice                                                                        | Stade Saint François Xavier, Port-Louis    |                                            |
| 12h00 (UTC+4)   | Suzette 53e | (0-0) | 58e Gentil · 59e 87e Aristide · 69e Philibert · 78e Genave · 90e (csc) Hoareau | Arbitrage : Ben Amisy Tsimanohitsy Ibrahim | Arbitrage : Ben Amisy Tsimanohitsy Ibrahim |
| 12h00 (UTC+4)   | Rapport     |       |                                                                                | Arbitrage : Ben Amisy Tsimanohitsy Ibrahim | Arbitrage : Ben Amisy Tsimanohitsy Ibrahim |

#### Groupe B
Avec deux victoires et un nul, l'Afrique du Sud termine en tête du groupe B et se qualifie pour les demi-finales.
| Rang | Équipe         | Pts | J | G | N | P | Bp | Bc | Diff |
| ---- | -------------- | --- | - | - | - | - | -- | -- | ---- |
| 1    | Afrique du Sud | 7   | 3 | 2 | 1 | 0 | 6  | 2  | +4   |
| 2    | Zambie         | 4   | 3 | 1 | 1 | 1 | 2  | 2  | 0    |
| 3    | Mozambique     | 4   | 3 | 1 | 1 | 1 | 3  | 5  | -2   |
| 4    | Lesotho        | 1   | 3 | 0 | 1 | 2 | 1  | 3  | -2   |

| 19 juillet 2018 | Zambie  | 0 - 0 | Mozambique | Stade Saint François Xavier, Port-Louis    |                                            |
| 12h30 (UTC+4)   |         | (0-0) |            | Arbitrage : Ben Amisy Tsimanohitsy Ibrahim | Arbitrage : Ben Amisy Tsimanohitsy Ibrahim |
| 12h30 (UTC+4)   | Rapport |       |            | Arbitrage : Ben Amisy Tsimanohitsy Ibrahim | Arbitrage : Ben Amisy Tsimanohitsy Ibrahim |

| 20 juillet 2018 | Lesotho | 0 - 0 | Afrique du Sud | Stade Anjalay, Belle Vue Maurel |                              |
| 15h30 (UTC+4)   |         | (0-0) |                | Arbitrage : Ishmael Chizinga    | Arbitrage : Ishmael Chizinga |
| 15h30 (UTC+4)   | Rapport |       |                | Arbitrage : Ishmael Chizinga    | Arbitrage : Ishmael Chizinga |

| 22 juillet 2018 | Mozambique | 1 - 4 | Afrique du Sud                                      | Stade Anjalay, Belle Vue Maurel     |                                     |
| 12h00 (UTC+4)   | Pablo 63e  | (0-1) | 7e Siyasi · 48e Nare · 75e Buthelezi · 86e Balakasi | Arbitrage : Kasokota Kafuli Derrick | Arbitrage : Kasokota Kafuli Derrick |
| 12h00 (UTC+4)   | Rapport    |       |                                                     | Arbitrage : Kasokota Kafuli Derrick | Arbitrage : Kasokota Kafuli Derrick |

| 22 juillet 2018 | Zambie      | 1 - 0 | Lesotho | Stade Anjalay, Belle Vue Maurel      |                                      |
| 15h00 (UTC+4)   | Kalinda 89e | (0-0) |         | Arbitrage : Antonio Caluassi Dungula | Arbitrage : Antonio Caluassi Dungula |
| 15h00 (UTC+4)   | Rapport     |       |         | Arbitrage : Antonio Caluassi Dungula | Arbitrage : Antonio Caluassi Dungula |

| 24 juillet 2018 | Lesotho      | 1 - 2 | Mozambique          | Stade Anjalay, Belle Vue Maurel     |                                     |
| 15h00 (UTC+4)   | Rapuleng 81e | (0-2) | 2e Pablo · 13e José | Arbitrage : Kasokota Kafuli Derrick | Arbitrage : Kasokota Kafuli Derrick |
| 15h00 (UTC+4)   | Rapport      |       |                     | Arbitrage : Kasokota Kafuli Derrick | Arbitrage : Kasokota Kafuli Derrick |

| 24 juillet 2018 | Afrique du Sud                | 2 - 1 | Zambie     | Stade Saint François Xavier, Port-Louis |                              |
| 15h00 (UTC+4)   | Buthelezi 12e · Radiopane 81e | (1-1) | 7e Kalinda | Arbitrage : Ganesh Chutooree            | Arbitrage : Ganesh Chutooree |
| 15h00 (UTC+4)   | Rapport                       |       |            | Arbitrage : Ganesh Chutooree            | Arbitrage : Ganesh Chutooree |

#### Groupe C
Dans le groupe C, l'Angola remporte ses trois matchs.
| Rang | Équipe   | Pts | J | G | N | P | Bp | Bc | Diff |
| ---- | -------- | --- | - | - | - | - | -- | -- | ---- |
| 1    | Angola   | 9   | 3 | 3 | 0 | 0 | 7  | 1  | +6   |
| 2    | Malawi   | 6   | 3 | 2 | 0 | 1 | 6  | 1  | +5   |
| 3    | Eswatini | 3   | 3 | 1 | 0 | 2 | 3  | 7  | -4   |
| 4    | Zimbabwe | 0   | 3 | 0 | 0 | 3 | 3  | 10 | -7   |

| 20 juillet 2018 | Angola      | 1 - 0 | Malawi | Stade Anjalay, Belle Vue Maurel    |                                    |
| 10h00 (UTC+4)   | Netinho 20e | (1-0) |        | Arbitrage : Tshepo Mokani Gobagoba | Arbitrage : Tshepo Mokani Gobagoba |
| 10h00 (UTC+4)   | Rapport     |       |        | Arbitrage : Tshepo Mokani Gobagoba | Arbitrage : Tshepo Mokani Gobagoba |

| 20 juillet 2018 | Eswatini                          | 3 - 2 | Zimbabwe                   | Stade Anjalay, Belle Vue Maurel |                              |
| 12h30 (UTC+4)   | Shabangu 20e 86e · L. Dlamini 26e | (2-0) | 60e Ngwenya · 65e Bonomali | Arbitrage : Ganesh Chutooree    | Arbitrage : Ganesh Chutooree |
| 12h30 (UTC+4)   | Rapport                           |       |                            | Arbitrage : Ganesh Chutooree    | Arbitrage : Ganesh Chutooree |

| 23 juillet 2018 | Malawi                                                  | 5 - 0 | Zimbabwe | Stade Saint François Xavier, Port-Louis |                                    |
| 12h00 (UTC+4)   | Mwaungulu 8e 77e · Mbalaka 24e · Mtoso 56e · Mitole 79e | (2-0) |          | Arbitrage : Tshepo Mokani Gobagoba      | Arbitrage : Tshepo Mokani Gobagoba |
| 12h00 (UTC+4)   | Rapport                                                 |       |          | Arbitrage : Tshepo Mokani Gobagoba      | Arbitrage : Tshepo Mokani Gobagoba |

| 23 juillet 2018 | Angola                                | 4 - 0 | Eswatini | Stade Saint François Xavier, Port-Louis |                              |
| 15h00 (UTC+4)   | Zito 3e 69e · Domingos 63e · Gege 91e | (1-0) |          | Arbitrage : Ganesh Chutooree            | Arbitrage : Ganesh Chutooree |
| 15h00 (UTC+4)   | Rapport                               |       |          | Arbitrage : Ganesh Chutooree            | Arbitrage : Ganesh Chutooree |

| 25 juillet 2018 | Eswatini | 0 - 1 | Malawi    | Stade Anjalay, Belle Vue Maurel        |                                        |
| 15h30 (UTC+4)   |          | (0-1) | 28e Mbeta | Arbitrage : Retselisitsoe David Molise | Arbitrage : Retselisitsoe David Molise |
| 15h30 (UTC+4)   | Rapport  |       |           | Arbitrage : Retselisitsoe David Molise | Arbitrage : Retselisitsoe David Molise |

| 25 juillet 2018 | Zimbabwe        | 1 - 2 | Angola                 | Stade Saint François Xavier, Port-Louis    |                                            |
| 15h30 (UTC+4)   | Mandinyenya 61e | (0-2) | 44e Nzanza · 45e Barri | Arbitrage : Ben Amisy Tsimanohitsy Ibrahim | Arbitrage : Ben Amisy Tsimanohitsy Ibrahim |
| 15h30 (UTC+4)   | Rapport         |       |                        | Arbitrage : Ben Amisy Tsimanohitsy Ibrahim | Arbitrage : Ben Amisy Tsimanohitsy Ibrahim |

### Phase finale
L'Angola remporte la finale face à l'Afrique du Sud et se qualifie pour la CAN U17.
|  | Demi-finales   | Demi-finales   | Demi-finales | Demi-finales |                               |                | Finales | Finales | Finales | Finales |
|  |                |                |              |              |                               |                |         |         |         |         |
|  |                |                |              |              |                               |                |         |         |         |         |
|  | Afrique du Sud | Afrique du Sud | 2            | 2            |                               |                |         |         |         |         |
|  | Afrique du Sud | Afrique du Sud | 2            | 2            |                               |                |         |         |         |         |
|  | Maurice        | Maurice        | 0            | 0            |                               |                |         |         |         |         |
|  | Maurice        | Maurice        | 0            | 0            | Afrique du Sud                | Afrique du Sud | 0       | 0       |         |         |
|  |                |                |              |              | Afrique du Sud                | Afrique du Sud | 0       | 0       |         |         |
|  |                |                | Angola       | Angola       | 1                             | 1              |         |         |         |         |
|  | Namibie        | Namibie        | Angola       | Angola       | 1                             | 1              | 0       | 0       |         |         |
|  | Namibie        | Namibie        |              |              |                               |                |         | 0       |         |         |
|  | Angola         | Angola         | 7            | 7            |                               |                |         |         |         |         |
|  | Angola         | Angola         | 7            | 7            | Match pour la troisième place |                |         |         |         |         |
|  |                |                |              |              |                               |                |         |         |         |         |
|  |                |                |              |              |                               |                |         |         |         |         |
|  | Maurice        | Maurice        | 1            | 1            |                               |                |         |         |         |         |
|  | Maurice        | Maurice        | 1            | 1            |                               |                |         |         |         |         |
|  | Namibie        | Namibie        | 2            | 2            |                               |                |         |         |         |         |
|  | Namibie        | Namibie        | 2            | 2            |                               |                |         |         |         |         |

| Demi-finale 1                 | Afrique du Sud             | 2 - 0 | Maurice | Stade Saint François Xavier, Port-Louis |                              |
| 27 juillet 2018 12h30 (UTC+4) | Nare 27e · Dupre 88e (csc) | (1-0) |         | Arbitrage : Ishmael Chizinga            | Arbitrage : Ishmael Chizinga |
| 27 juillet 2018 12h30 (UTC+4) | Rapport                    |       |         | Arbitrage : Ishmael Chizinga            | Arbitrage : Ishmael Chizinga |

| Demi-finale 2                 | Namibie | 0 - 7 | Angola                                                           | Stade Saint François Xavier, Port-Louis    |                                            |
| 27 juillet 2018 15h30 (UTC+4) |         | (0-0) | 46e 67e 69e (pen.) Capita · 71e 87e Cisco · 78e Zito · 84e Barri | Arbitrage : Ben Amisy Tsimanohitsy Ibrahim | Arbitrage : Ben Amisy Tsimanohitsy Ibrahim |
| 27 juillet 2018 15h30 (UTC+4) | Rapport |       |                                                                  | Arbitrage : Ben Amisy Tsimanohitsy Ibrahim | Arbitrage : Ben Amisy Tsimanohitsy Ibrahim |

| Match pour la 3e place        | Maurice   | 1 - 2 | Namibie                  | Stade Saint François Xavier, Port-Louis |                                     |
| 29 juillet 2018 11h00 (UTC+4) | Kawoa 38e | (1-2) | 7e Tjiueza · 44e Kandjii | Arbitrage : Kasokota Kafuli Derrick     | Arbitrage : Kasokota Kafuli Derrick |
| 29 juillet 2018 11h00 (UTC+4) | Rapport   |       |                          | Arbitrage : Kasokota Kafuli Derrick     | Arbitrage : Kasokota Kafuli Derrick |

| Finale                        | Afrique du Sud | 0 - 1 | Angola    | Stade Saint François Xavier, Port-Louis |                                        |
| 29 juillet 2018 15h00 (UTC+4) |                | (0-1) | 5e Capita | Arbitrage : Retselisitsoe David Molise  | Arbitrage : Retselisitsoe David Molise |
| 29 juillet 2018 15h00 (UTC+4) | Rapport        |       |           | Arbitrage : Retselisitsoe David Molise  | Arbitrage : Retselisitsoe David Molise |